# 竹田麻紀
竹田 マキ（たけだ まき、1959年4月1日 - ）は、日本のファッションモデル、タレント、講師。オフィスノアールモデルエージェンシー取締役会長。福岡県福岡市出身。雑誌のコラム執筆、メディアの出演等をしている。

## 来歴
福岡県福岡市に生まれる。幼少時代は質問ばかりする好奇心旺盛な子供で身長が中学校で168cm、高校で173cmと長身な体型。18歳のときに福岡市内のブティックでスカウトされる。19歳から福岡の地方モデルとしてショー、スチール活動をスタート。24歳で東京に上京、東京のモデルエージェンシーに所属して全盛期だった東京コレクションに数多く出演した。
27歳で結婚。帰福後、昔のモデル仲間たちとともにフリーでモデル活動。仕事の多さに1人でさばきれなかったことと、好きな仕事をずっと続けたい、福岡から華やかさを備えたモデルを世に送り出したいという気持ちから、30歳という節目の年齢で決意。1991年3月1日にモデルエージェンシー・オフィスノアールを設立した
36歳のとき事務所の前のレストランで吉瀬美智子をスカウト。2年後に東京事務所に送り出した。同年、西日本最大のディスコ「マリアクラブ」でFM福岡、冬野観光、オフィスノアールの共同主催ファッションイベント『MAKINIGHT』をがスタートさせる。その後、年2回開催して5年間続いた。吉瀬美智子の所属を皮切りに数々のモデルを輩出していく。
40歳でモデル活動以外にタレント活動に挑戦。セミナー、コラム、パーソナリティー等、活躍の場を拡げる。
60歳の還暦を前にモデルエージェンシーにとどまらずアクターズスタジオ設立、未来のスターを発掘・育成に力を注いでいる。
2024年3月放送の羽鳥慎一、指原莉乃MCのバラエティー番組においてサプライズゲストで出演。25年ぶりに吉瀬美智子と再会、当時のエピソードや秘話を打ち明けて番組を盛り上げた。

## 人物
趣味は健康ヲタク。長所は自分が１番、短所は気分屋、わがまま。

## 出演

### テレビ
- 羽鳥×指原 ご当地！推しメシツアー それ東京でも食べられます!（テレビ朝日）

### ショー
- Y's 東京コレクション[4]
- コシノユキ東京コレクション[4]
- メンズビギ東京コレクション[4]
- 山本寛斎東京コレクション[4]
- モスキーノ[4]
- マリテ+フランソワ・ジルボー[4]
- イヴ・サン＝ローラン[4]
- ニナ・リッチ[4]
- モリハナエ[4]
- 君島一郎[4]

### タレント
- 雑誌コラム執筆≪連載≫
  - エルフ(福岡情報誌)「one from the heart」[4]
  - face(長崎情報誌)「ファッションカフェ」[4]
  - 映画評論
- コンテスト・オーディション審査員、コメンテーター
- 企業イベントコメンテーター

### 講師
- 女性向けセミナー企画
- 専門学校・ウォーキング指導[1]
- 社員教育
- ジョンロバートパワーズ・ビジュアルポイズ
- ブライダルセミナー
  - ソラリアホテル[4]
  - グランドハイアット[4]
  - ハイアットリージェンシー[4]他